# Xiomara Castro
Iris Xiomara Castro Sarmiento, també coneguda com a Xiomara Castro (AFI: ʃiomáɾakástɾo) o Xiomara Castro de Zelaya (nascuda el 30 de setembre de 1959 a Departament de Santa Bárbara, Hondures) és una política hondurenya d'esquerres i dona de negocis que des de gener de 2022 exerceix com a 56ena presidenta d'Hondures (onzena des de la constitució de 1982). Va esdevenir la primera presidenta de la història d'Hondures en el seu segon intent, després de guanyar àmpliament unes eleccions amb un 70% de participació com a candidata pel Partido Libertad y Refundación (LIBRE). Aquesta victòria va suposar la primera vegada que es trencava el bipartidisme al país des de que el 1982 va retornar la democràcia. Havia sigut prèviament primera dama d'Hondures durant la presidència del seu marit, Manuel Zelaya (2006-2009), que va ser expulsat del poder a partir d'un cop d'estat el 2009.  Des d'octubte de 2016 és presidenta de l'organisme "Dones de la Conferència Permanent de Partits Polítics d'Amèrica Llatina" (Copppal Mujeres). Va ser considerada la 94ena dona més poderosa del món segons la  "Llista de les 100 dones més poderoses del món" publicada per la revista Forbes l'any 2023.
La candidata de LIBRE es va mostrar favorable a legalitzar l’avortament a Hondures (prohibit en tots els casos) i volia promoure reformes socials i aprovar noves lleis contra la violència de gènere. Dos anys després de la seva ascensió al poder, havia iniciat diverses reformes (energètiques, contra la corrupció, econòmiques) però no havia canviat el fet de tenir el nombre més alt d'assassinats d'activistes mediambientals (segons Global Witness), ni havia reduït substancialment la pobresa, que segueix tenint una de les taxes més elevades del continent, i tot i que la taxa d'homicidis (31,1 per cada 100.000 habitants), havia baixat un 17%, seguia essent la segona més alta de llatinoamèrica només per darrera d'Equador.